# شيشادري برياساد
شيشادري برياساد (السنهالية: ශේෂාද්රි ප්රියසාද්) ولدت في 2 ديسمبر 1991، وهي ممثلة من سريلانكا، وأخت ديناكشي برياساد.
وقد مثلت إعلانات صانسيلك وفازلين في سري لانكا.